# Piptochaetium cabrerae
Piptochaetium cabrerae är en gräsart som beskrevs av Parodi. Piptochaetium cabrerae ingår i släktet Piptochaetium och familjen gräs. Inga underarter finns listade i Catalogue of Life.